# Nadim
A Nadim (oroszul: Надым) folyó Oroszország ázsiai részén, Nyugat-Szibériában, Jamali Nyenyecföldön.

## Földrajz
Hossza: 545 km, vízgyűjtő területe: 64 000 km², évi közepes vízhozama Nadim városnál: 450 m3/s, a torkolatnál 600 m3/s.
A Szibériai-hátságon, Hanti- és Manysiföld északi részén fekvő Numto-tóból ered (a Kazim forrása közelében). Egy rövid szakasz után végig Jamali Nyenyecföldön folyik előbb észak-északkeleti, majd északnyugati irányban. Délen a tajga övön, északabbra az erdős tundra övön folyik keresztül és mocsaras deltatorkolattal ömlik a Kara-tengerhez tartozó Ob-öböl déli végébe.
Síksági folyó. Középső és alsó szakaszán széles ártere van, medre erősen kanyarog. Sok mellékágat képez, melyek többsége télen fenékig befagy. A folyót október közepétől május végéig – június elejéig jég borítja. Vízhozama márciusban a legkisebb; júniusban a legnagyobb, ilyenkor vonul le az éves vízmennyiség kb. 1/3-a. Időben hosszan elhúzódó magasvize átlagosan két hónapig, augusztus elejéig tart (a felső szakaszon ennél rövidebb, az alsón hosszabb ideig). Az áradás Nadim városnál többnyire május közepén kezdődik és két héttel később tetőzik; a városnál az éves vízszint-ingadozás mértéke csaknem 6 m-t. A tenger felől fújó északi szél az Ob-öböl vizét gyakran visszakergeti, ilyenkor a folyó torkolati szakaszának vízszintjét (felfelé kb. 50 km-ig) egy méterrel is megemelheti. Nadim városig hajózható.

## Mellékfolyók
A Nadim vízgyűjtő területén számtalan kisebb-nagyobb vízfolyás, mocsár, tó, köztük tizenhat 100 km-nél hosszabb folyó található; a tavak közül legnagyobb a Numto (62 km²). Jelentősebb mellékfolyók:
- Balról: Levaja (Bal-) Hetta, Hejgijaha, Jarugyej.
- Jobbról: Szimijegan, Tanlova, Pravaja (Jobb-) Hetta, Bolsaja (Nagy-) Jarugyej.

## Települések, ásványi kincsek
A Taz–Pur–Nadim folyók vízgyűjtője alatt hatalmas szénhidrogénmezők húzódnak. A Nadim vízgyűjtő területének legjelentősebb földgázlelőhelye (Medvezsje) a Pravaja Hetta mellékfolyó mentén, Pangodi település körzetében található. 
- Nadim: a folyótól kb. 10 km-re nyugatra épült város, kikötő. 1972-ben kezdték kiépíteni a földgáz kitermelés és –szállítás egyik központjaként. Lakossága 2009 elején 47 600 fő volt. 2004 óta közigazgatásilag a túlsó, jobb parton fekvő Sztarij Nadim (Régi- vagy Öreg-Nadim) nevű település is a városhoz tartozik. A várostól délre a folyófenéken 17 földgáz távvezeték vezet át, ezeken áramlik a Jamali Nyenyecföldön kitermelt gáz nagy része nyugat felé.